# 南國傳奇
《南國傳奇》（英語：Southland Tales）是一部2007年科幻劇情電影，由李察·凱利（Richard Kelly）編劇和執導。片名中的「南方」（Southland），是當地居民對於南加州和大洛杉磯（Greater Los Angeles）的稱呼。電影的背景設定在近未來，主要內容在描寫洛杉磯，並評判了美國的軍事工業複合體以及新聞綜藝娛樂化現象。本片的演員包括巨石強森（Dwayne Johnson）、西恩·威廉·史考特和莎拉·蜜雪兒·吉蘭，此外米蘭達·李察森、查特·歐泰瑞、克里斯多福·蘭柏特、曼蒂·摩爾、賈斯汀，以及電影導演凱文·史密斯等人也特別參與演出。電影的配樂由魔比（Moby）負責製作。美國電影協會（MPAA）將本片定為限制級（Restricted，R），由於電影中包含的褻瀆語言、性愛和暴力場片，以及部份毒品使用。

## 劇情概要
美國德州艾爾帕索和阿比林兩地在2005年7月4日遭到核彈攻擊，這場突如其來的大災難將美國帶往戰爭之路。美國愛國者法案經過升級後成為一個新的部門「US-IDENT」，甚至對網際網路進行監視和審查，而使用電腦和銀行帳戶都需要經過指紋驗證，而為了解決能源危機，一間名為「Treer」的德國公司設計出了一種裝置能夠利用海洋推進力發電，但發電機擾亂了洋流讓地球的旋轉失控，使得地球結構上出現了空間和時間的裂縫。
故事發生的地點在即將陷入混亂的洛杉磯。在一個晚上，受傷失憶的動作演員霸克斯·聖塔洛斯（Boxer Santaros，巨石強森飾）、希望再振作復出的過氣情色女星克莉絲塔·娜歐（Krysta Now，莎拉·邁克爾·蓋勒飾），以及雙胞胎兄弟羅蘭和羅納杜·塔瓦納（Roland and Ronald Taverner，皆由西恩·威廉·史考特飾演），他們四人掌握了全人類的命運關鍵，

## 演員與角色
- 巨石強森（本名杜恩·強森，Dwayne Johnson）飾演霸克斯·聖塔洛斯（Boxer Santaros）：失去記憶的動作片明星，他的生活和克莉絲塔·娜歐有關。聖塔洛斯的妻子是某個參議員的女兒[2]。
- 西恩·威廉·史考特（Seann William Scott）飾演羅蘭·塔瓦納、羅納杜·塔瓦納（Roland Taverner / Ronald Taverner）
- 莎拉·蜜雪兒·吉蘭（Sarah Michelle Gellar）飾演克莉絲塔·娜歐（Krysta Now）
- 米蘭達·李察森（Miranda Richardson）飾演娜娜·梅·佛斯特（Nana Mae Frost）：充滿野心的反派角色，是聖塔洛斯的岳母，在 US-IDENT 工作。
- 賈斯汀（Justin Timberlake）飾演阿比連恩機長（Pilot Abilene）：受傷的伊拉克戰爭退役軍人。他也負責電影中的旁白，並在音樂方面演出[2]。

## 資料來源
1. ↑  .   [2007-10-20]. （原始内容存档于2012-03-29）.
2. 1 2  Angela Doland. . Washington Post. 2006年5月21日  [2007年8月2日]. （原始内容存档于2018年10月3日）.

## 外部連結
- 官方往暫（页面存档备份，存于）
- USIDent 機構網站
- 霸克斯·聖塔洛斯的 MySpace 網頁 （页面存档备份，存于）
- 克莉絲塔·娜歐網站
- Treer Products 網站
- 官方 MySpace 網頁 （页面存档备份，存于）
- 互联网电影数据库（IMDb）上《南國傳奇》的资料（英文）